# Marcin Krukowski
Marcin Krukowski (14 de junio de 1992) es un deportista de Polonia que compite en atletismo. Ganó una medalla de plata en el Campeonato Europeo de Atletismo por Equipos de 2021, en la prueba de lanzamiento de jabalina.